# Mistorf
Mistorf ist eine Gemeinde im Landkreis Rostock in Mecklenburg-Vorpommern (Deutschland). Die Gemeinde wird vom Amt Güstrow-Land mit Sitz in der nicht amtsangehörigen Stadt Güstrow verwaltet.

## Geografie
Das Gemeindegebiet Mistorfs liegt zwischen den Städten Güstrow und Schwaan, etwa 30 km südlich von Rostock. Die Umgebung ist leicht hügelig, der Ortsteil Neu Mühle liegt am Mühlbach, der zwischen den Talniederungen der Warnow und oberen Recknitz in Richtung Süden zur Nebel fließt.
Umgeben wird Mistorf von den Nachbargemeinden Rukieten im Norden, Hohen Sprenz im Nordosten, Laage im Osten, Sarmstorf im Südosten, Lüssow im Süden, Groß Schwiesow im Südwesten sowie Kassow im Westen.
Zu Mistorf gehören die Ortsteile Augustenruh, Goldewin, Käselow, Neu Mühle und Siemitz.

## Geschichte
1294 taucht der ursprünglich slawisch besiedelte Ort Mistorf erstmals in einem Register auf. Von 1342 stammt die Kapelle, die auf Initiative des Bischofs von Schwerin entstand.
Am 1. Juli 1950 wurden die bisher eigenständigen Gemeinden Augustenruh und Goldewin eingegliedert.

## Politik

### Gemeindevertretung und Bürgermeister
Der Gemeinderat besteht (inkl. Bürgermeister) aus 8 Mitgliedern. Die Wahl zum Gemeinderat am 26. Mai 2019 hatte folgende Ergebnisse:
| Partei/Bewerber             | Prozent | Sitze |
| --------------------------- | ------- | ----- |
| Godewiner Kulturtreff e. V. | 32,73   | 3     |
| WG Freiwillige Feuerwehr    | 26,40   | 2     |
| Einzelbewerber Schröder     | 12,35   | 1     |
| Einzelbewerber Otte         | 9,61    | 1     |
| Einzelbewerber Huckstorf    | 7,18    | 1     |

Bürgermeister der Gemeinde ist Hans-Georg Hinrichs, er wurde mit 52,16 % der Stimmen gewählt.

## Sehenswertes
- Gotische Kapelle aus dem späten 15. Jahrhundert[3] als Backsteinbau mit dreiseitigem Ostabschluss; Reste eines Schnitzaltars aus dem 15. Jahrhundert. Wiedereinweihung erfolgt nach Abschluss der Restaurierung am 14. September 2019.[4]
- Ehemalige Wassermühle im Ortsteil Neu Mühle – ein kleines Gutshaus – wird heute als Futtermittel-Handelsbetrieb genutzt.
- Gutshaus Käselow von um 1870 als eingeschossiger, 11-achsiger, sanierter Putzbau mit zweigeschossigem Mittelrisalit.
- In Siemitz: Wohnhaus des Architekten Heinrich Tessenow.

Siehe auch Liste der Baudenkmale in Mistorf

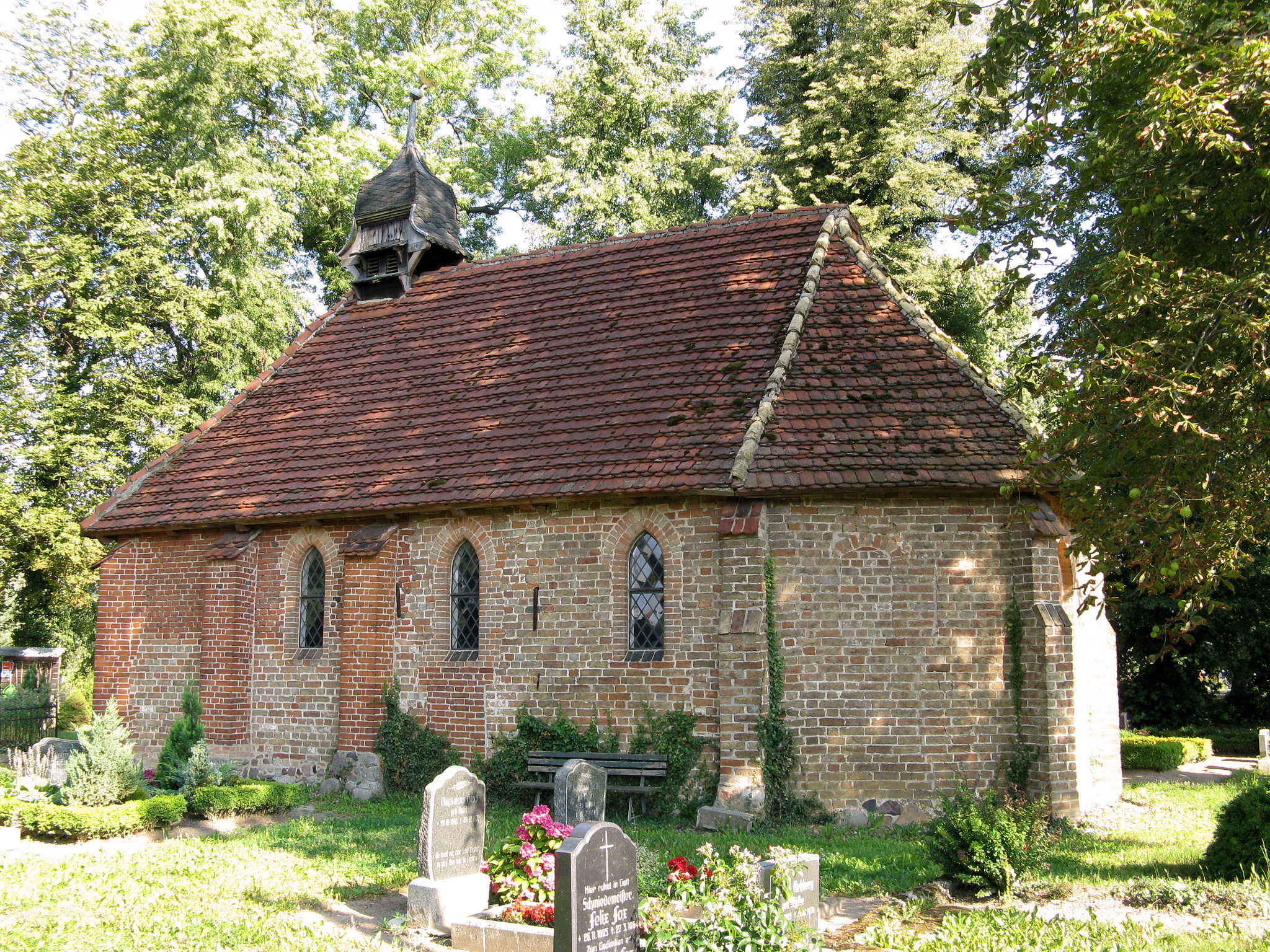
Kapelle in Mistorf
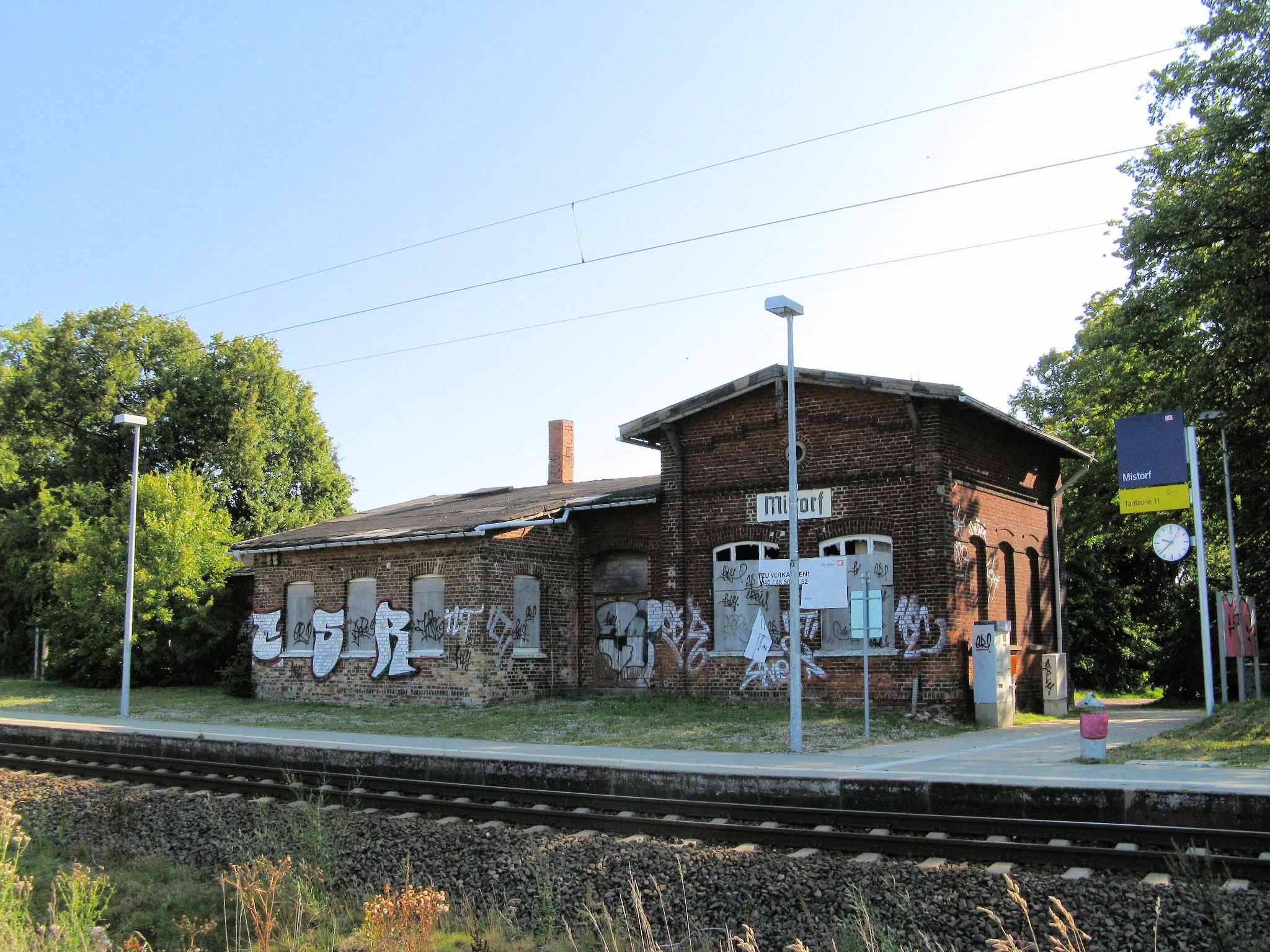
Inzwischen abgerissenes Bahnhofsgebäude in Mistorf

## Wirtschaft und Infrastruktur
Wirtschaft
Die 88 % landwirtschaftlichen Flächen prägen den Ort.
Verkehr
Durch die Gemeinde führt die Verbindungsstraße von Güstrow nach Schwaan. Der Bahnhof Mistorf liegt an der Bahnstrecke Güstrow–Schwaan. Von dort fahren stündlich Züge der S-Bahn Rostock nach Rostock und Güstrow.
Infrastruktur
- Freiwillige Feuerwehr Mistorf-Goldewin
- Goldewiner Kulturtreff